# 카포시육종

카포시육종(Kaposi's sarcoma, KS)은 KSHV라는 헤르페스바이러스에 의해 생기는 암으로 HIV/AIDS 환자에게서 훨씬 잦게 나타난다.
카포시 육종은 피부, 림프절, 입 또는 기타 기관에 덩어리를 형성할 수 있는 암의 일종이다. 피부 병변은 일반적으로 통증이 없고 보라색이며 편평하거나 융기될 수 있다. 병변은 단독으로 발생할 수도 있고, 제한된 부위에 증식할 수도 있고, 광범위하게 나타날 수도 있다. 질병의 하위 유형과 면역 억제 수준에 따라 KS는 점진적으로 또는 빠르게 악화될 수 있다. 일반적으로 면역 억제가 없는 고전적 KS를 제외하고, KS는 면역 억제(예: HIV/AIDS로 인한)와 인간 헤르페스 바이러스 8(HHV8 - KS 관련 헤르페스 바이러스(KSHV)라고도 함)에 의한 감염의 조합으로 인해 발생한다.
전형적인, 풍토병, 면역억제 요법 관련(의인성이라고도 알려짐) 및 전염병(AIDS 관련이라고도 알려짐) 하위 유형이 모두 설명되어 있다. 고전적 KS는 KSHV가 널리 퍼져 있는 지역(지중해, 동유럽, 중동)의 노인 남성에게 영향을 미치는 경향이 있고 일반적으로 성장이 느리며 대부분 다리에만 영향을 미친다. 풍토병 KS(Endemic KS)는 사하라 이남 아프리카에서 가장 흔하며 어린이에게 더 공격적인 반면, 노인에서는 고전 KS와 유사하게 나타난다. 면역억제 요법 관련 KS는 일반적으로 장기 이식 후 사람들에게 발생하며 대부분 피부에 영향을 미친다. 전염병 KS(Epidemic KS)는 AIDS 환자에게 발생하며 신체의 많은 부분이 영향을 받을 수 있다. KS는 조직 생검으로 진단하는 반면, 질병의 정도는 의료 영상으로 확인할 수 있다.
치료는 하위 유형, 상태가 국소적인지 광범위한지 여부, 그리고 사람의 면역 기능을 기반으로 한다. 국소화된 피부 병변은 수술, 병변에 화학요법 주사 또는 방사선 요법으로 치료할 수 있다. 널리 퍼진 질병은 화학요법이나 생물학적 요법으로 치료할 수 있다. HIV/AIDS 환자의 경우 고도로 활동적인 항레트로바이러스 요법(HAART)이 KS를 예방하고 종종 치료한다. 어떤 경우에는 화학요법을 추가해야 할 수도 있다. 질병이 널리 퍼지면 사망이 발생할 수 있다.
이 상태는 HIV/AIDS 환자와 장기 이식 후 환자에게 상대적으로 흔하다. AIDS 환자의 35% 이상이 영향을 받을 수 있다. KS는 1872년 Moritz Kaposi에 의해 처음 기술되었다. 1980년대에 AIDS 정의 질병 중 하나로 더욱 널리 알려지게 되었다. KSHV는 1994년에 원인균으로 발견되었다.